# Future (rapper)
Nayvadius DeMun Cash (geboren als Nayvadius DeMun Wilburn, Atlanta, 20 november 1983), beter bekend als Future, is een Amerikaanse rapper en zanger. In Nederland maakte hij zijn doorbraak met het nummer "Codeine Crazy". Hij begon in 2010 met het maken van mixtapes, die werden opgenomen met rapper Gucci Mane. Hij ondertekende een contract in het najaar van 2011 met het label Epic Records. Zijn eerste studioalbum kwam in april 2012 uit en is getiteld "Pluto".
De rapper en zanger heeft veel samengewerkt met bekende artiesten als Drake, The Weeknd, Rihanna, Ariana Grande en Maroon 5.

## Leven en carrière

### 1983-2010: vroege loopbaan
Future begon zijn artiestennaam te gebruiken tijdens zijn optreden als een van de leden van de muzikale collectie The Dungeon Family, waar hij de bijnaam "The Future" was. Hij werd aangemoedigd om zijn van schrijfvaardigheid gebruik te maken en een carrière als rapper te beginnen. Hij ging naar de middelbare school van Columbia.
Van 2010 tot begin 2011 heeft Future een reeks mixtapes uitgebracht waaronder 1000, Dirty Sprite en True Story. Deze laatste bevat de single "Tony Montana", met verwijzing naar de Scarface film. In die tijd was Future ook samen met een mederapper Gucci Mane op het album Free Bricks te horen en schreef mee aan YC's single "Racks".

### 2011-2014: Pluto en Honest
Future ondertekende een contract met Epic Records in september 2011, een paar dagen voor de release van zijn volgende mixtape, "Streetz Calling".
Hoewel Future MTV had verteld dat Streetz Calling zijn laatste mixtape zou zijn voor de release van zijn eerste studioalbum, werd een andere mixtape, Astronaut Status, in januari 2012 uitgebracht. Zijn debuutalbum "Pluto", oorspronkelijk gepland voor januari, werd uiteindelijk uitgebracht op 17 april. Het album bevat remixes van "Tony Montana" Met Drake en "Magic" met TI. "Magic" werd Future's eerste single om in de Billboard Hot 100 te komen. Andere medewerkers op het album zijn Trae Tha Truth, R. Kelly en Snoop Dogg. Op 8 oktober 2012 publiceerde Pusha T "Pain", een nummer in samenwerking met Future, de eerste single uit zijn aanstaande debuutalbum.
In 2012 schreef Future mee op het nummer " Loveeeeeee Song ", afkomstig van de Barbadiaanse zangeres Rihanna. Dit nummer staat op haar zevende studioalbum "Unapologetic".
Het eerste nummer van het album, " Karate Chop", in samenwerking met Casino, werd gepresenteerd op 25 januari 2013 en werd op 29 januari 2013 naar de stedelijke radio gestuurd. Het lied is geproduceerd door Metro Boomin. De officiële remix, geproduceerd door Lil Wayne, werd ook gestuurd naar de radio en werd op 19 februari 2013 uitgebracht op iTunes.

### 2015-2016: DS2, What a Time to Be Alive en Evol
Op 20 september 2015 lanceerde Future een mixtape in samenwerking met de Canadese rapper Drake, getiteld "What a Time to Be Alive". Het album debuteerde op nummer 1 in de de Verenigde Staten, waarmee hij de eerste rapper is die binnen twee jaar twee nummer 1-albums heeft gescoord in één jaar sinds rapper Jay-Z in 2004. Van de mixtape zijn meer dan 334.000 exemplaren in de VS verkocht. Op 17 januari 2016 heeft Future een andere mixtape uitgegeven, met de titel "Purple Reign". De mixtape is geproduceerd door Metro Boomin en DJ Esco. Southside en Zaytoven.
Op 29 juni 2016 verscheen hij in een nummer van The Rolling Stone.

### 2017-heden: Future en HNDRXX
Op 14 februari 2017 kondigde Future via Instagram aan dat zijn vijfde studioalbum op 17 februari 2017 zou worden uitgebracht, getiteld het gelijknamige "Future". Een week later werd zijn zesde studioalbum uitgebracht. Het album heet "HNDRXX". Beide albums debuteerden op de eerste plaats in de Amerikaanse en Canadese hitlijsten, waardoor Future de eerste artiest is die met twee albums op de eerste plaats binnenkwam in die landen.
Op 18 april 2017 bracht Future het nummer "Mask Off" uit. Dit nummer was een grote hit en stond in de top 20 in meerdere landen.

## Studioalbums
- Pluto (2012)
- Honest (2014)
- DS2 (2015)
- EVOL (2016)
- FUTURE (2017)
- HNDRXX (2017)
- WRLD ON DRUGS (2018)
- The Wizrd (2019)
- High Off Life (2020)
- I Never Liked You (2022)
- We Don't Trust You (met Metro Boomin) (2024)
- We Still Don't Trust You (met Metro Boomin) (2024)

## Mixtapes
- Astronaut Status (2012)
- FBG (2013)
- Honest (2014)
- Monster (2014)
- Beast Mode (2015)
- 56 Nights (2015)
- Dirty Sprite (2015)
- What a Time to Be Alive (met Drake) (2015)
- Evol (2016)
- Purple Reign (2016)
- Project E.T. (2016) with D.J. Esco
- Free Bricks 2 (2016) with Gucci mane
- FUTURE (2017)
- HNDRXX (2017)
- SUPER SLIMEY (2017)
- Beast Mode 2 (2018)
- MIXTAPE PLUTO (2024)

## Discografie

### Albums
| Album met eventuele hitnotering(en) in de Nederlandse Album Top 100 | Datum van verschijnen | Datum van binnenkomst | Hoogste positie | Aantal weken | Opmerkingen |
| ------------------------------------------------------------------- | --------------------- | --------------------- | --------------- | ------------ | ----------- |
| What A Time To Be Alive                                             | 2015                  | 26-09-2015            | 9               | 14           | met Drake   |

| Album met hitnotering(en) in de Vlaamse Ultratop 200 albums | Datum van verschijnen | Datum van binnenkomst | Hoogste positie | Aantal weken | Opmerkingen |
| ----------------------------------------------------------- | --------------------- | --------------------- | --------------- | ------------ | ----------- |
| What A Time To Be Alive                                     | 2015                  | 26-09-2015            | 23              | 3            | met Drake   |
| I Never Liked You                                           | 2022                  | 07-05-2022            | 10              | 1            |             |
| Mixtape Pluto                                               | 2024                  | 29-09-2024            | 17              | 1*           |             |

### Singles
| Single met eventuele hitnotering(en) in de Nederlandse Top 40 | Datum van verschijnen | Datum van binnenkomst | Hoogste positie | Aantal weken | Opmerkingen                                              |
| ------------------------------------------------------------- | --------------------- | --------------------- | --------------- | ------------ | -------------------------------------------------------- |
| Love Me                                                       | 2013                  | -                     |                 |              | met Lil Wayne & Drake / Nr. 79 in de Single Top 100      |
| Jumpman                                                       | 2015                  | -                     |                 |              | met Drake / Nr. 74 in de Single Top 100                  |
| Low Life                                                      | 2016                  | -                     |                 |              | met The Weeknd / Nr. 97 in de Single Top 100             |
| Cold                                                          | 2017                  | 04-03-2017            | 26              | 7            | met Maroon 5 / Nr. 77 in de Single Top 100 / Alarmschijf |
| Rollin                                                        | 2017                  | -                     |                 |              | met Calvin Harris & Khalid / Nr. 58 in de Single Top 100 |
| Mask Off                                                      | 2017                  | 04-03-2017            | 19              | 7            |                                                          |
| End Game                                                      | 2018                  | 20-01-2018            | tip10           |              | met Taylor Swift & Ed Sheeran                            |
| Life Is Good                                                  | 2020                  | 18-01-2020            | tip4            |              | met Drake                                                |

| Single met hitnotering(en) in de Vlaamse Ultratop 50 | Datum van verschijnen | Datum van binnenkomst | Hoogste positie | Aantal weken | Opmerkingen                                               |
| ---------------------------------------------------- | --------------------- | --------------------- | --------------- | ------------ | --------------------------------------------------------- |
| Love Me                                              | 2013                  | 09-02-2013            | tip3            | -            | met Lil Wayne & Drake                                     |
| Jumpman                                              | 2015                  | 02-01-2016            | tip40           | -            | met Drake                                                 |
| Kung Fu                                              | 2016                  | 02-04-2016            | tip             | -            | met Baauer en Pusha T                                     |
| Low Life                                             | 2016                  | 09-04-2016            | tip             | -            | met The Weeknd                                            |
| Cold                                                 | 2017                  | 11-03-2017            | 33              | 8            | met Maroon 5                                              |
| Selfish                                              | 2017                  | 18-03-2017            | tip4            | -            | met Rihanna                                               |
| Everyday                                             | 2017                  | 25-03-2017            | tip             | -            | met Ariana Grande                                         |
| Mask Off                                             | 2017                  | 04-03-2017            | 33              | 13           | Platina                                                   |
| Rollin                                               | 2017                  | 27-05-2017            | tip             | -            | met Calvin Harris en Khalid                               |
| End Game                                             | 2017                  | 20-01-2018            | tip8            | -            | met Taylor Swift en Ed Sheeran                            |
| King's Dead                                          | 2018                  | 27-01-2018            | tip             | -            | met Jay Rock, Kendrick Lamar en James Blake               |
| Bum Bum Tam Tam                                      | 2018                  | 24-02-2018            | 17              | 17           | met MC Fioti, J Balvin, Stefflon Don en Juan Megan / Goud |
| Top Off                                              | 2018                  | 10-03-2018            | tip             | -            | met DJ Khaled, Jay-Z en Beyoncé                           |
| Crushed Up                                           | 2019                  | 12-01-2019            | tip             | -            |                                                           |
| Holy Terrain                                         | 2019                  | 21-09-2019            | tip             | -            | met FKA twigs                                             |
| Life Is Good                                         | 2020                  | 25-01-2020            | 45              | 5            | met Drake / Goud                                          |
| Solitaires                                           | 2020                  | 23-05-2020            | tip             | -            | met Travis Scott                                          |
| Trillionaire                                         | 2020                  | 20-06-2020            | tip             | -            | met YoungBoy Never Broke Again                            |
| Million Dollar Play                                  | 2020                  | 28-11-2020            | tip             | -            | met Lil Uzi Vert                                          |

- Bibsys: 13029751
- Bibliothèque nationale de France: cb16689654f (data)
- Gemeinsame Normdatei: 1033597694
- International Standard Name Identifier: 0000 0003 7082 9810
- Library of Congress Control Number: no2012060127
- MusicBrainz: 48262e82-db9f-4a92-b650-dfef979b73ec
- Virtual International Authority File: 250213318